# Калин Николов
 Тази статия е за художника.  За композитора вижте Калин Николов (композитор).  
Калин Емилов Николов е български художник. Роден е в София през 1956 г. Работи в областите на графиката, карикатурата, илюстрацията и изкуствознанието.
Завършва Висшия институт за изобразително изкуство „Николай Павлович“ в София през 1983 г., специалност „Графика и графични технологии“. Паралелно учи при художника Борис Димовски.
Илюстрирал е книги на Радой Ралин („Ще дойде детето“, 1979), Йордан Радичков („Скитащи думи“, 2003), Атанас Далчев („Писма“, 2006), Емил Измирлиев („Птица ли е като птица“, 2003, „Бандитската топлофикация“, 2010), Методи Джонев ( „Заекващ мрак“, 2019, „Целувам ви ръка“ 2020, „Пълнолудие“, 2021, „Гъби след кръв“, 2022) и други.
Автор е и на книги и художествени каталози.

## Самостоятелни изложби
- София: 1978, 1979, 1985, 1991, 1999, 2000, 2004 г.
- Хамбург: 1984, 1988 г.
- Атина: 1991 г.
- Будапеща: 1996 г.

## Авторски книги
- „Атанас Пацев - преодоляване на невъзможното“ - изд. „Пропелер", София, 2018 г., 386 стр., ISBN 978-954-392-524-7
- „Неосъщественият музей“ - изд. „Български бестселър", София, 2019 г., 524 стр., ISBN 978-954-9473-44-5
- „Елза Гоева“ - Национален дарителски фонд „13 века България“, поредица "Българско изкуство. Имена“, София, 2020 г., 48 стр., ISBN 978-954-8718-51-6
- „Художници, свързани с историята на България" - изд. „ВиДжи“, София, 2021 г., 152 стр., ISBN 978-619-7621-05-1
- "Този, който отля слона и за други големи художници" - изд. „Алфатрадо“, 2023 г., 186 стр. ISBN 978-619-7175-10-3

## Авторски каталози
- „Южнославянски художници от колекцията на Националната галерия“ -  издаден от Националната галерия, София, 2017 г., ISBN 978-954-9473-36-0
- „Антони Пиотровски и Тадеуш Айдукевич в колекцията на Националната галерия“ - издаден от Националната галерия с финансовата подкрепа на Полския институт в София, София, 2017 г., ISBN 978-954-9473-34-6

Автор е на основния текст към каталога „Васил Иванов в колекцията на Борис Бекяров“. Графика и живопис. София, 2018 г., Издание Национална галерия, ISBN 978-954-9473-44-5